# Stazione di Zōshiki
La stazione di Zōshiki (雑色駅?, Zōshiki-eki) è una stazione ferroviaria di Tokyo. Si trova nel distretto di Ōta, ed è servita dalla linea Keikyū principale delle Ferrovie Keikyū.

## Linee
Ferrovie Keikyū
● Linea Keikyū principale

## Struttura
La stazione è dotata di due marciapiedi laterali con due binari passanti su viadotto. Ciascun binario è separato dall'altro, con accessi e tornelli indipendenti.
| 1 | ■ Linea Keikyū principale | per Keikyū Kawasaki, Yokohama, Misakiguchi e Uraga |
| 2 | ■ Linea Keikyū principale | per Shinagawa, Sengakuji e linea Asakusa           |

## Stazioni adiacenti
| «                                 | Servizio                | »                       |
| Linea Keikyū principale           | Linea Keikyū principale | Linea Keikyū principale |
| --------------------------------- | ----------------------- | ----------------------- |
| Keikyū Kamata                     | Locale                  | Rokugōdote              |
| Tutti gli altri treni non fermano |                         |                         |